# Ken Matsubara
Ken Matsubara (松原 健 Matsubara Ken?), född 16 februari 1993 i Oita prefektur, är en japansk fotbollsspelare.
Matsubara började sin karriär 2010 i Oita Trinita. 2014 flyttade han till Albirex Niigata. 2017 flyttade han till Yokohama F. Marinos. Med Yokohama F. Marinos vann han japanska ligan 2019.